# Повзик-білозір
Повзик-білозір (Sitta formosa) — вид горобцеподібних птахів родини повзикових (Sittidae).

## Поширення
Вид поширений на східних відрогах Гімалаїв. Також є декілька ізольованих локалітетів в Південно-Східній Азії (в М'янмі, Лаосі, на півночі Таїланду та В'єтнаму). Мешкає у тропічних гірських вічнозелених лісах на висоті 900—2250 метрів над рівнем моря.

## Опис
Дрібний птах, завдовжки 16,5 см. Верхня частина тіла чорно-блакитна, нижня — помаранчева. Верхівка голови і потилиця чорні. Криючі крил чорні з білими краями, а махові чорні з блакитними краями. Брови та горло білі. Око виділено неправильним темним окуляром.